# Primo (simbolo)
I simboli del primo ( ′ ), del doppio primo ( ″ ) e del triplo primo ( ‴ ) sono usati per indicare diverse unità di misura e per vari altri scopi in diversi campi della scienza e della linguistica.
Questi simboli non vanno confusi con l'apostrofo, con le virgolette o con l'accento acuto.

## Indicazione di unità di misura

### Primo
Il simbolo del primo può essere usato per indicare diverse unità di misura:
- piede (lunghezza); in contrasto con le norme internazionali SI
- Primo (grandezza angolare)
- Minuto (tempo); in contrasto con le norme internazionali SI

### Doppio primo
- Pollice (lunghezza); in contrasto con le norme internazionali SI
- Secondo (grandezza angolare)
- Secondo (tempo); in contrasto con le norme internazionali SI

## Uso in matematica, fisica e scienze
In matematica il primo è usato di solito per generare più nomi variabili per cose che sono simili, senza ricorrere ai pedici: x′ generalmente indica qualcosa legato a o derivato da x. Ad esempio, se un punto è rappresentato con le coordinate cartesiane (x y), allora quel punto ruotato, traslato o riflesso può essere rappresentato come (x′,  y′). Il simbolo di primo non ha relazione con i numeri primi.
Di solito il significato di x′ è definito nel momento in cui viene usato per la prima volta, ma in alcuni casi si ipotizza che il suo significato sia implicito:
- Una derivata o funzione derivata f′(x) e f″(x) sono la prima e la seconda derivata di f(x) rispetto a x. Similmente se y=f(x) allora y′ e y″ sono rispettivamente le derivate prima e seconda di y rispetto a x. (Esistono altre notazioni.)
- Il complementare di un insieme: A ' è il complementare dell'insieme A (esistono altre notazioni).
- La negazione di un evento nella teoria delle probabilità: Pr(A′)=1 − Pr(A) (esistono altre notazioni)
- Il risultato di una trasformazione: Tx=x′

In fisica, il primo è usato per denotare una variabile dopo un evento. Per esempio, vA' potrebbe indicare la velocità dell'oggetto A dopo un evento. Inoltre è comunemente usato nella relatività: l'evento (x,y,z,t) in un sistema di riferimento inerziale S ha coordinate (x′,y′,z′,t′) in un sistema di riferimento S′.
In chimica, è usato per fare distinzioni tra differenti gruppi funzionali connessi a un atomo in una molecola, ad esempio R e R′, che rappresentano differenti gruppi alchilici in un chetone.
In biologia molecolare, il primo è usato per denotare le posizioni del carbonio su un anello di deossiribosio o di ribosio. il primo distingue le posizioni su queste due sostanze chimiche, rispetto alle posizioni su altre parti del DNA o dell'RNA, come gruppi fosfati o acidi nucleici. Perciò, quando si indica la direzione di movimento di un enzima lungo una catena di DNA, i biologi diranno che si muove dal 5' estremo al 3' estremo, perché questi atomi di carbonio si trovano agli estremi della molecola. Il primo può anche essere usato per indicare a quale posizione una molecola è attaccata, ad esempio "5'-monofosfato".

### Triplo primo
In orologeria, il triplo primo rappresenta una ligne.
I tripli primi si trovano occasionalmente in opere astronomiche del XVII e XVIII secolo per indicare {\displaystyle {\tfrac {1}{60}}} di un secondo di arco.

## Uso in linguistica
Il primo può essere usato nella traslitterazione di alcune lingue, come il russo, per denotare la palatizzazione.
Il primo è usato anche nella teoria X-barra al posto di una barra per indicare livelli di codice in strutture sintattiche, perché la barra è difficile da stampare. Si legge comunque ancora come "X barra", non "X primo".
Alcune notazioni X-barra usano un doppio primo (in sostituzione di una doppia barra) per indicare un livello frasale, nella maggior parte delle notazioni indicato con "XP".

## Uso nella notazione del Cubo di Rubik
Nella notazione delle mosse del Cubo di Rubik, il primo si usa per invertire le mosse o le sequenze di mosse. (Dove L significa: "Gira la faccia a sinistra di 90 gradi in senso orario", L' significa: "Gira la faccia a sinistra di 90 gradi in senso antiorario".)

## Storia
Sin dall'inizio del XX secolo, la notazione x′ è letta come x primo non perché la x era seguita dal simbolo di primo, ma perché era il primo di una serie che continua con x″ (x secondo) e x‴ (x terzo). fu solo più tardi, tra gli anni cinquanta e sessanta che il termine primo incominciò a essere applicato come lo stesso simbolo dell'apostrofo. Sebbene ora sia più comune pronunciare x″  e x‴ rispettivamente come x doppio primo e x triplo primo, permangono comunque le diciture x secondo e x terzo.

## Rappresentazioni
Le rappresentazioni del primo e dei simboli relativi in Unicode e HTML avvengono come segue.
| Carattere                          | Unicode | Entità HTML |
| Primo ( ′ )                        | U+2032  | ′           |
| Doppio primo ( ″ )                 | U+2033  | ″           |
| Triplo primo ( ‴ )                 | U+2034  | –           |
| Quadruplo primo ( ⁗ )              | U+2057  | –           |
| Modifier letter prime ( ʹ )        | U+02B9  | –           |
| Modifier letter double prime ( ʺ ) | U+02BA  | –           |

I caratteri lettera modificatrice primo e lettera modificatrice doppio primo sono destinati a fini linguistici, come l'indicazione dell'accento o la traslitterazione di certi caratteri cirillici.
Quando l'insieme dei caratteri utilizzato non include il carattere del primo e del doppio primo (ad esempio l'ISO 8859-1 comunemente usato su IRC), essi sono spesso sostituiti rispettivamente dall'apostrofo normale o corsivo e dalle virgolette. Nel LATEX in modalità matematica il f' ("f" con un apostrofo) è rappresentato come {\displaystyle f'}. Inoltre il LATEX  è munito di un simbolo di primo sovradimensionato \prime ({\displaystyle \prime }) da usare nei pedici. Per esempio f_\prime^\prime appare come {\displaystyle f_{\prime }^{\prime }}.